# Liste der höchsten Bauwerke ihrer Zeit
Diese Liste besteht aus drei Teilen. In der Liste jeder Kategorie werden chronologisch alle Gebäude aufgelistet, die zu einer bestimmten Zeit das höchste Bauwerk der Welt oder das höchste Gebäude der Welt waren.

## Hochhäusernach offizieller Höhe
| Zeit           | Höhe      | Name                               | Bauzeit   | Stadt         | Land                         | Bemerkungen |
| -------------- | --------- | ---------------------------------- | --------- | ------------- | ---------------------------- | --- |
| seit 2007      | 828 m     | Burj Khalifa                       | 2004–2010 | Dubai         | Vereinigte Arabische Emirate | Seit Juli 2007 höher als Taipeh 101, endgültige Höhe am 17. Januar 2009 erreicht, Rekord wurde erst bei Eröffnung am 4. Januar 2010 anerkannt. |
| 2004–2007      | 508 m     | Taipei 101                         | 1999–2004 | Taipeh        | Taiwan                       | Bis zum Dach 448 m hoch, offizielle Höhe wird nur mit Spitze erreicht.                                                                         |
| 1998–2004      | 452 m     | Petronas Towers                    | 1992–1998 | Kuala Lumpur  | Malaysia                     | Offizielle Höhe wird nur durch Spitzen erreicht, bis zum Dach 378 m hoch.                                                                      |
| 1974–1998      | 442 m     | Sears Tower                        | 1971–1974 | Chicago       | Vereinigte Staaten           | Offizielle Höhe gilt nur bis zum Dach, insgesamt (mit Antenne) 527 m hoch.                                                                     |
| 1972–1974      | 417 m     | World Trade Center 1 (Nordturm)    | 1966–1972 | New York City | Vereinigte Staaten           | Offizielle Höhe gilt nur bis zum Dach, einschließlich Antenne 527 m; 2001 bei Terroranschlag zerstört.                                         |
| 1931–1972      | 381 m     | Empire State Building              | 1930–1931 | New York City | Vereinigte Staaten           | Höhe gilt nur bis zum Dach, mit Antenne 443 m hoch. Erstes Gebäude mit mehr als 100 Stockwerken.                                               |
| 1930–1931      | 319 m     | Chrysler Building                  | 1928–1930 | New York City | Vereinigte Staaten           | |
| April–Mai 1930 | 283 m     | Bank of Manhattan Company Building | 1929–1930 | New York City | Vereinigte Staaten           | |
| 1913–1930      | 241 m     | Woolworth Building                 | 1910–1913 | New York City | Vereinigte Staaten           | |
| 1909–1913      | 213 m     | Metropolitan Life Tower            | 1907–1909 | New York City | Vereinigte Staaten           | |
| 1908–1909      | 187 m     | Singer Building                    | 1906–1908 | New York City | Vereinigte Staaten           | Abgerissen 1968 |
| 1894–1908      | 167 m     | Philadelphia City Hall             | 1871–1894 | Philadelphia  | Vereinigte Staaten           | |
| 1883–1894      | ca. 102 m | Brüsseler Justizpalast             | 1866–1883 | Brüssel       | Belgien                      | Die damalige Höhe des Bauwerks lag je nach Messweise zwischen mehr als 100 und etwa 125 m. Zeitgenössische Angaben der Gesamthöhe fehlen.      |
| 1875–1883      | 79 m      | New York Tribune Building          | 1873–1875 | New York City | Vereinigte Staaten           | Abgerissen 1966 |
| 1875           | 70 m      | Western Union Telegraph Building   | 1872–1875 | New York City | Vereinigte Staaten           | Abgerissen 1914 |
| 1869–1875      | 60 m      | Fettes College                     | 1863–1869 | Edinburgh     | Schottland                   | |
| 1864–1869      | 59 m      | Old Courthouse                     | 1839–1864 | St. Louis     | Vereinigte Staaten           | |
| 1620–1864      | 57 m      | Augsburger Rathaus                 | 1615–1620 | Augsburg      | Deutschland                  | |

## Nicht abgespannte Bauwerke nach absoluter Höhe
| Zeit                              | Höhe        | Name                       | Bauzeit         | Stadt            | Land                         | Bemerkung |
| --------------------------------- | ----------- | -------------------------- | --------------- | ---------------- | ---------------------------- | --- |
| seit 2007                         | 828 m       | Burj Khalifa               | 2004–2010       | Dubai            | Vereinigte Arabische Emirate | Seit September 2007 höher als CN Tower, endgültige Höhe am 17. Januar 2009 erreicht. Im Januar 2010 eröffnet. Höhe ohne Antenne beträgt 828 m. |
| 1975–2007                         | 553 m       | CN Tower                   | 1973–1975       | Toronto          | Kanada                       | |
| 1967–1975                         | 537 m       | Ostankino-Turm             | 1963–1967       | Moskau           | Russland                     | 2003 wurde erwogen, den Turm mit neuer Antenne zu versehen. Danach hätte die Höhe 577 m betragen |
| 1931–1967                         | 443 m       | Empire State Building      | 1930–1931       | New York City    | USA                          | Berühmtestes Gebäude der Stadt, ohne Antenne 381 m, nach Antennenumbau 1984 beträgt die Antennenhöhe 443 m |
| 1930–1931                         | 319 m       | Chrysler Building          | 1928–1930       | New York City    | USA                          | |
| 1889–1930                         | 300 m       | Eiffelturm                 | 1887–1889       | Paris            | Frankreich                   | seit 1959 mit Antenne 324 m |
| 1884–1889                         | 169,3 m     | Washington Monument        | 1848–1884       | Washington, D.C. | USA                          | Errichtet nach Plänen von Robert Mills (1781–1855) |
| 1880–1884                         | 157 m       | Kölner Dom                 | 1248–1880       | Köln             | Deutschland                  | |
| 1876–1880                         | 151 m       | Kathedrale von Rouen       | um 1200–1876    | Rouen            | Frankreich                   | Der aus Gusseisen erneuerte Vierungsturm |
| 1874–1876                         | 147 m       | St. Nikolai                | 1846–1874       | Hamburg          | Deutschland                  | Ein Vorgängerbau am ungefähr gleichen Standort besaß 1517 bis 1589 einen Turm von 135 m Höhe |
| 1647?–1874                        | 142 m       | Straßburger Münster        | 1176–1439(?)    | Straßburg        | Frankreich/Deutschland       | Spätestens ab 1647 war das Straßburger Münster für 230 Jahre höchstes Bauwerk. Sollten die ungesicherten Höhenmaße der untergegangenen Türme in Lincoln und Stralsund fehlerhaft sein, war Straßburg schon seit Vollendung seines Turms (1439 oder erst Ende 15. Jahrhundert) höchstes Bauwerk.                                                            |
| 1573–1647?                        | 151 m (?)   | St.-Marien-Kirche          | 1382–1485       | Stralsund        | Deutschland                  | Der nach ungesicherter Überlieferung 151 m hohe gotische Spitzhelm von 1485 wurde 1647 durch Blitzschlag zerstört und 1708 durch eine Barockhaube ersetzt, die dem Turm die heutige Höhe von 104 m gibt. |
| 1569–1573                         | 153 m (?)   | Kathedrale von Beauvais    | 1225–1573       | Beauvais         | Frankreich                   | Der zentrale Turm der gotischen Kirche stürze 1573 nur vier Jahre nach der Fertigstellung ein und wurde nicht wiederaufgebaut. |
| 1549?–1569?                       | 151 m (?)   | St.-Marien-Kirche          | 1382–1485       | Stralsund        | Deutschland                  | |
| 1311?–1549?                       | 159,7 m (?) | Kathedrale von Lincoln     | 1072–1311       | Lincoln          | England                      | Der Helm des nach ungesicherter Überlieferung 159,7 m hohen Turms wurde 1549 von einem Sturm zerstört und später durch einen flachen Abschluss ersetzt. |
| spätes 13. Jh?–1311               | 149 m (?)   | Old St Paul’s Cathedral    | 1087–1314       | London           | England                      | Angaben zur Turmhöhe variieren, Datum des Erreichens der Endhöhe unbekannt. Der Turm stürzte 1561 bei einem Feuer ein, die Kathedrale wurde 1666 im Großen Brand zerstört. |
| um 2570 v. Chr. – 1311            | 147 m 137 m | Cheops-Pyramide            | um 2600 v. Chr. | Gizeh            | Ägypten                      | Durch teilweise Abtragung ist die ursprünglich 146,70 m hohe Pyramide heute nur noch 137 m hoch. Manchmal wird die Pyramide jedoch nicht als freistehendes Gebäude angesehen. Dann gilt von 280 v. Chr. bis 1311 der Leuchtturm von Alexandria mit ca. 115–135 m als höchstes Bauwerk der Erde. Vergleiche auch: Kanischka-Stupa (Angaben gehen bis 200 m) |
| um 2600 v. Chr. – um 2570 v. Chr. | 104–105 m   | Rote Pyramide des Snofru   | um 2600 v. Chr. | Dahschur         | Ägypten                      | |
| um 2600 v. Chr.                   | 101–105 m   | Knickpyramide des Snofru   | um 2600 v. Chr. | Dahschur         | Ägypten                      | |
| um 2600 v. Chr.                   | 92 m        | Meidum-Pyramide des Snofru | um 2600 v. Chr. | Meidum           | Ägypten                      | |
| um 2690 v. Chr. – um 2600 v. Chr. | 62,5 m      | Djoser-Pyramide            | um 2690 v. Chr. | Sakkara          | Ägypten                      | |

## Bauwerke insgesamt nach absoluter Höhe
| Zeit                              | Höhe        | Name                                   | Bauzeit         | Stadt                    | Land                         | Bemerkung                                                                                            |
| --------------------------------- | ----------- | -------------------------------------- | --------------- | ------------------------ | ---------------------------- | --- |
| seit 2008                         | 828 m       | Burj Khalifa                           | 2004–2010       | Dubai                    | Vereinigte Arabische Emirate | Seit März 2008 höchstes Bauwerk der Welt, endgültige Höhe am 17. Januar 2009 erreicht.               |
| 1991–2008                         | 628,8 m     | KVLY-Mast                              | 1963            | Fargo                    | USA                          | Wurde nach Einsturz des Sendemastes Radio Warschau für 17 Jahre wieder zum höchsten Bauwerk der Welt |
| 1974–1991                         | 646,38 m    | Sendemast Radio Warschau               | 1974            | Konstantynów             | Polen                        | Stürzte 1991 bei Renovierungsarbeiten ein                                                            |
| 1963–1974                         | 628,8 m     | KVLY-Mast                              | 1963            | Fargo                    | USA                          | |
| 1963–1963                         | 534 m       | WIMZ-FM-Sendemast (WBIR-Sendemast)     | 1963            | Knoxville, Tennessee     | USA                          | |
| 1962–1963                         | 533 m       | WTVM-Fernsehsendemast (WTVM/WRBL-Mast) | 1962            | Cusseta, Georgia         | USA                          | |
| 1960–1962                         | 511,1 m     | KFVS-Sendemast                         | 1960            | Cape Girardeau, Missouri | USA                          | |
| 1959–1960                         | 493,5 m     | WGME-Sendemast (WGAN-Sendemast)        | 1959            | Raymond, Maine           | USA                          | |
| 1956–1959                         | 490,7 m     | KSWS/KOBR-Sendemast                    | 1956            | Caprock, New Mexico      | USA                          | stürzte 1960 während eines Sturmes ein und wurde im selben Jahr wieder aufgebaut                     |
| 1954–1956                         | 480,5 m     | KWTV-Sendemast                         | 1954            | Oklahoma City, Oklahoma  | USA                          | 2014 abgerissen                                                                                      |
| 1931–1954                         | 449 m       | Empire State Building                  | 1930–1931       | New York City            | USA                          | Ohne die 1951 errichtete Antenne 381 m                                                               |
| 1930–1931                         | 319 m       | Chrysler Building                      | 1928–1930       | New York City            | USA                          | |
| 1889–1930                         | 300 m       | Eiffelturm                             | 1887–1889       | Paris                    | Frankreich                   | seit 1959 mit Antenne 324 m                                                                          |
| 1884–1889                         | 169,3 m     | Washington Monument                    | 1848–1884       | Washington, D.C.         | USA                          | |
| 1880–1884                         | 157 m       | Kölner Dom                             | 1248–1880       | Köln                     | Deutschland                  | |
| 1876–1880                         | 151 m       | Kathedrale von Rouen                   | um 1200–1874    | Rouen                    | Frankreich                   | |
| 1874–1876                         | 147 m       | St. Nikolai                            | 1846–1874       | Hamburg                  | Deutschland                  | |
| 1647–1874                         | 142 m       | Straßburger Münster                    | 1176–1439       | Straßburg                | Frankreich/Deutschland       | |
| 1573–1647?                        | 151 m (?)   | St.-Marien-Kirche                      | 1382–1485       | Stralsund                | Deutschland                  | |
| 1569–1573                         | 153 m (?)   | Kathedrale von Beauvais                | 1225–1573       | Beauvais                 | Frankreich                   | |
| 1549?–1569?                       | 151 m (?)   | St.-Marien-Kirche                      | 1382–1485       | Stralsund                | Deutschland                  | |
| 1311?–1549?                       | 159,7 m (?) | Kathedrale von Lincoln                 | 1072–1311       | Lincoln                  | England                      | |
| spätes 13. Jh?–1311               | 149 m (?)   | Old St Paul’s                          | 1087–1314       | London                   | England                      | |
| um 2570 v. Chr. – 1311            | 147 m 137 m | Cheops-Pyramide                        | um 2600 v. Chr. | Gizeh                    | Ägypten                      | |
| um 2600 v. Chr. – um 2570 v. Chr. | 104–105 m   | Rote Pyramide des Snofru               | um 2600 v. Chr. | Dahschur                 | Ägypten                      | |
| um 2600 v. Chr.                   | 101–105 m   | Knickpyramide des Snofru               | um 2600 v. Chr. | Dahschur                 | Ägypten                      | |
| um 2600 v. Chr.                   | 92 m        | Meidum-Pyramide des Snofru             | um 2600 v. Chr. | Meidum                   | Ägypten                      | |
| um 2690 v. Chr. – um 2600 v. Chr. | 62,5 m      | Djoser-Pyramide                        | um 2690 v. Chr. | Sakkara                  | Ägypten                      | |